# フェルディナント・ホドラー
フェルディナント・ホドラー（Ferdinand Hodler、1853年3月14日 - 1918年5月19日）は、スイスの画家。グスタフ・クリムトと並んで世紀末芸術の巨匠。同年代の芸術家が皆パリに出て活躍したのに対し、ホドラーは画家として認められてからは、最後までスイスで活躍し、孤高の画家と言われた。

## 生涯

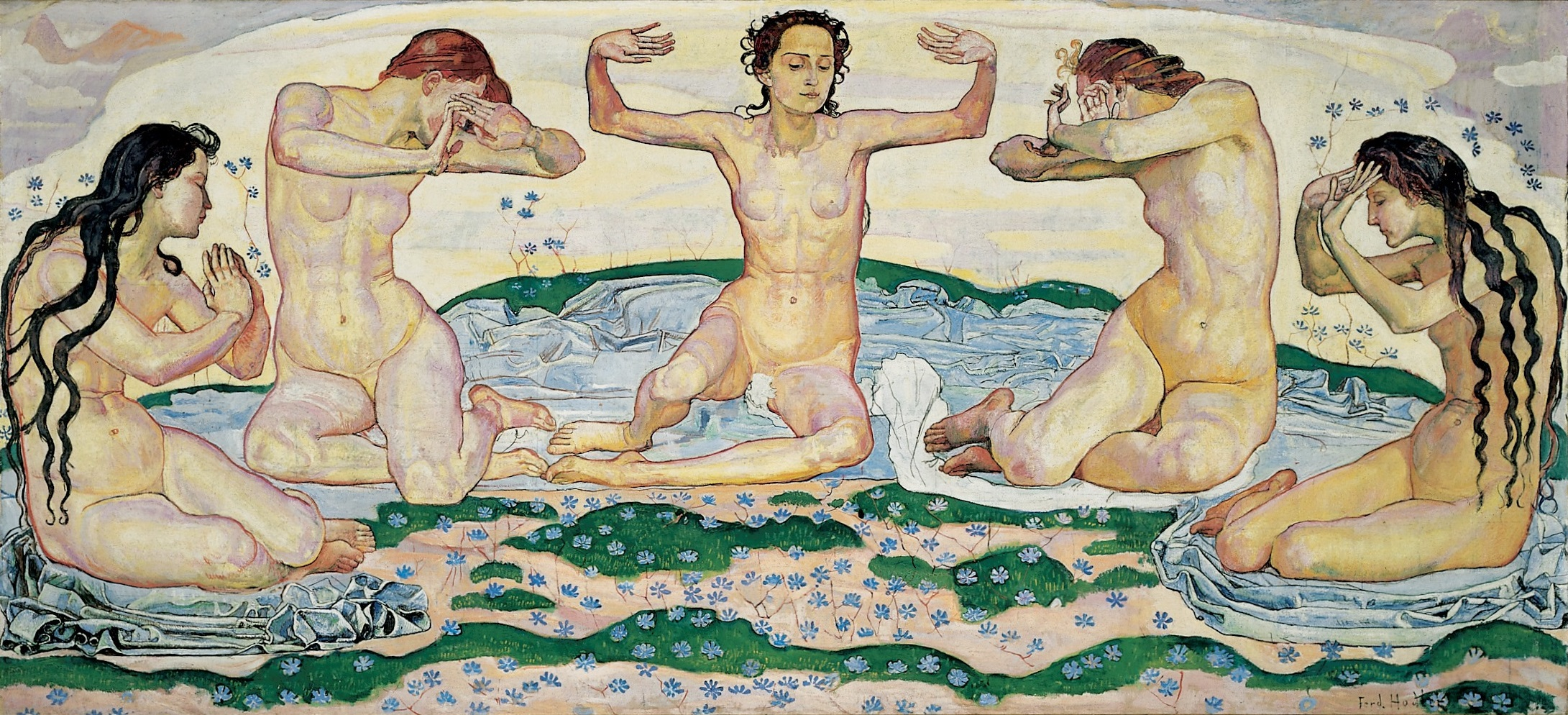
『昼 Ｉ』キャンヴァスに油彩、160×340cm、1900年、ベルン美術館。

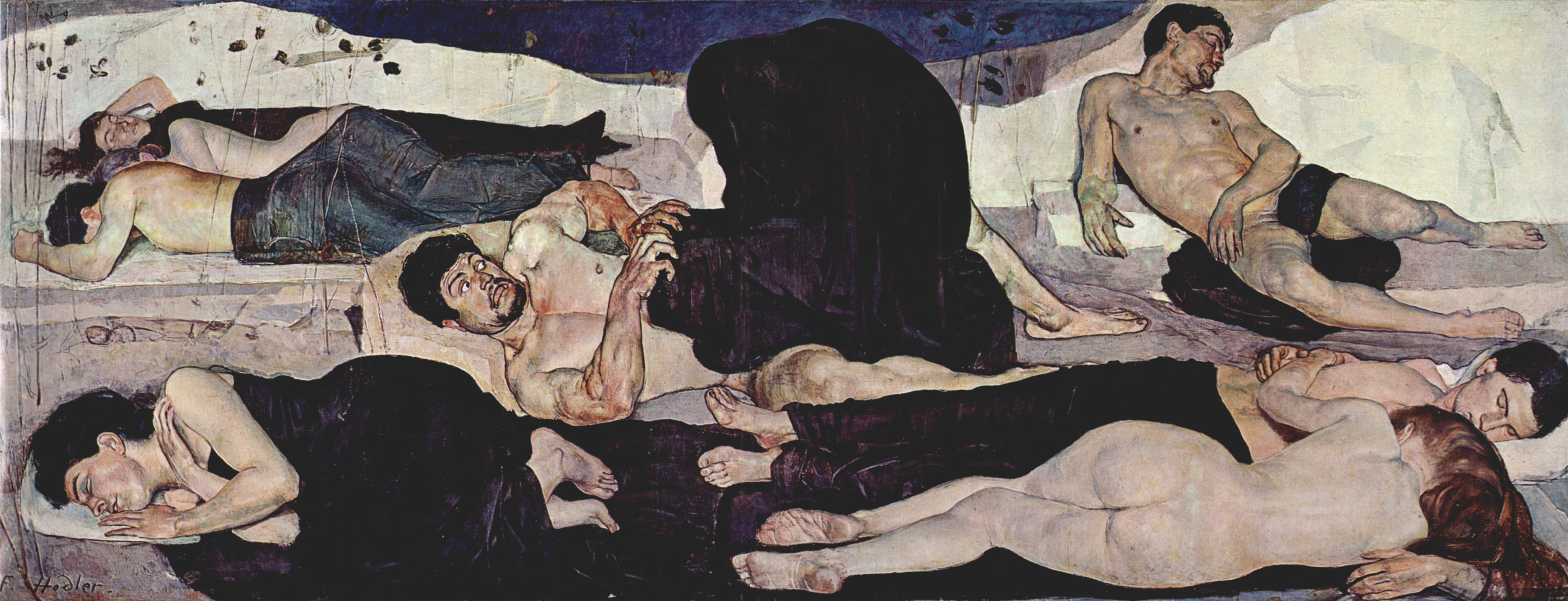
『夜』キャンヴァスに油彩、116.5×299cm、1889年、ベルン美術館。

ホドラーは、1853年にスイスの首都ベルンで貧しい家庭の長男として生まれた。父親は大工であった。8歳になるまでに父親と弟二人を結核などの病気で相次いで失う。母親は装飾美術を手掛ける職人と再婚するが、しかし1867年にやはり結核で死去する。最終的には他の兄弟もすべて結核で亡くなってしまう。貧困を極めていた幼少のホドラー自身が兄弟と母親の死体を荷車で貧窮院から運んだと回想録で語っている。これら幼少期の体験が、彼の感性に「死」という存在を深く植えつけた。
義理の父親から絵画の最初の手ほどきを受けた後、トゥーンのドイツ人画家、フェルディナント・ゾンマーの下に弟子入りする（1868-72年）。19歳の時にジュネーヴに戻る。トゥーン滞在以来、看板職人をしたり観光客相手に絵を売って生計をたてていたが、画家のバルテルミ・メンの徒弟となり（1871-76年）、師の影響のもとコローやバルビゾン派の影響を受ける。やがてその才能を見出されジュネーヴの美術学校に入り基礎を学ぶ。その後スペインに渡り、マドリード周辺の風景やスペインの女性を描き、明るい色彩と力強い画風を身に付ける。
代表作となる『夜』（1889年）が1891年にパリのシャン＝ドゥ＝マルスのサロンに出品され注目を集める。これによりホドラーは象徴主義の画家として脚光を浴びる。『夜』の構図では、横たわる女性の平行性が強調されている。いっぽうで中央に描かれる男は何か黒い物体を押しのけようとしている。これは若き日のホドラー自身を描いた自画像といわれている。
ホドラーはフランス芸術家協会の会員となり、1892年にはゴーギャン、モロー、ナビ派などの世紀末画家たちの作品が集う「薔薇十字サロン」にも出品した。様式的には徐々にモニュメンタルな人物をモチーフに描く回帰的傾向を強め（『生の疲れ』、『落胆した魂』）、『ウィリアムテル』（1903年）のような歴史的・国民的主題も手掛けている。
1904年のウィーン分離派展でホドラーの作品はメインルームに展示され、ベルリンの分離派展ではホドラーのためにギャラリーがひとつ割り当てられた。
50歳を過ぎて画家として認められたホドラーは、20歳も若いヴァランティーヌ・ゴデ＝ダレルと情熱的な恋に落ち彼女との間に一女をもうけるが、ヴァランティーヌも癌により40歳で亡くなる。
晩年のホドラーはヴァランティーヌと自画像しか描かなくなり、病に伏していた1918年にジュネーブで死去。65歳。

## 作風
G. ノーマン『19世紀画家・絵画辞典』（カリフォルニア、1977年）で行われている分析によれば、初期の作品はコローやクールベの影響がみられ、後期の作品では印象派に特徴的な色調の幅を継承している。ホドラーが得意とした風景画、寓意画、物語画は自然主義的な一面と、象徴主義的な特徴をあわせもっている。様式上の特徴としては画面の構築的性格、相称性、平行性とリズム感が挙げられる。この画家の作品に特徴的な、明確な輪郭線を持つ形態的構造は、神話的で感傷的な印象を鑑賞者に与える効果をあげている。
19世紀末の時代を象徴した画家の一人で、苦難に満ちた人生を生きたホドラーの作品には「死」や「夜」をテーマとしたものが多い。
その一方で、女性を描いた肖像画やスイスの風景画などの写実的な作品も多数残している。
また、意外に知られていないことだが、ホドラーはスイスの紙幣のデザインも担当している。1911年に最初に発行され、1958年までの長い期間流通していた、第2次銀行券の中の50フラン紙幣と100フラン紙幣の表裏を描いており、50フラン紙幣の裏面には、右図と同様の「木を伐る人」の絵が描かれていた。どちらの紙幣も表は女性の肖像であった。

## 作品
- ［木を伐る人］Wood Cutter、1910年
- スイスの50フラン紙幣に描かれた「木を伐る人」。1911年
- 『ルイズ＝デルフィン・デュショーザルの肖像』、オスカーラインハルト・アム・シュタットガルテン美術館
- 「自画像」制作年不詳
- ［モンブラン、ピンクの雲］1918年
- ［シェーブルから見たジュネーヴ湖］1904年頃
- ［朝方の峰］1915年頃
- ［ウェッターホーン］1912年頃
- ［スイスアルプスの風景］制作年不詳
- ［ジュラ山とジュネーブ湖］1911年頃
- ［ベアテンベルクからのアイガー、メンヒ、ユングフラウ］1910年

## 参照
1. ↑  Hauptman and Hodler 2007, p. 9.
2. ↑  Hauptman and Hodler 2007, pp. 9–10.
3. ↑  Kunstmuseum, Bern: Fedinand Hodler Biography
4. ↑  Geraldine NORMAN, Nineteenth Century Painters and Painting, California, 1977,